# Przyłubie (Gran Polonia)
Przyłubie [pronunciación en polaco: /pʂɨˈwubjɛ/] es un pueblo en el distrito administrativo de Gmina Skulsk, dentro del Distrito de Konin, Voivodato de Gran Polonia, en el centro-oeste de Polonia.